# رالف السهوف
رالف السهوف (هلندی: Ralf Elshof؛ زادهٔ ۵ ژوئیهٔ ۱۹۶۲) دوچرخه‌سوار اهل هلند است.